# (2383) Bradley
(2383) Bradley (1981 GN) – planetoida z grupy pasa głównego asteroid okrążająca Słońce w ciągu 3,31 lat w średniej odległości 2,22 au. Odkryta 5 kwietnia 1981 roku.